# André Nelis
Pour les articles homonymes, voir Nelis.
André Nelis  est un skipper belge né le 29 octobre 1935 à Borgerhout et mort le 9 décembre 2012 à Anvers.
Il est vice-champion olympique de voile en Finn aux Jeux olympiques d'été de 1956 à Melbourne et médaillé de bronze aux Jeux olympiques d'été de 1960 à Rome. il termine dixième aux Jeux olympiques d'été de 1964 à Tokyo.
Il est par ailleurs porte-drapeau olympique de la délégation belge aux Jeux olympiques d'été de 1956 et aux Jeux olympiques d'été de 1960.